# Kathleen Mickells
Kathleen Mickells (Omaha, 1951) es una trabajadora de refinerías de petróleo, minera de carbón y activista del Partido Socialista de los Trabajadores (SWP) estadounidense.

## Trayectoria
Mickells nació en Omaha, Nebraska y trabajó en la mina Cumberland en el condado de Greene, Pensilvania antes de ser despedida en 1987. En 1986, encabezó una delegación estadounidense de mujeres mineras del carbón para recorrer los campos de carbón en el Reino Unido. En ese mismo año, Mickells asistió a la reunión de la Organización Internacional de Mineros también en el Reino Unido. En 1987, formó parte de la delegación del SWP que asistió al 75 aniversario de la fundación del Congreso Nacional Africano, que se llevó a cabo en Arusha, Tanzania debido a las políticas de apartheid en Sudáfrica.

## Campañas
En 1983, Mickells se postuló para ser comisionada en el condado de Washington, Pensilvania, y recibió el 7% de los votos. En 1985, realizó una campaña para ser elegida mediante el sistema write-in para el Congreso de los Estados Unidos en Virginia Occidental. En 1988, Mickells se postuló como candidata a la vicepresidencia del SWP junto a James Warren. La pareja Warren / Mickells recibió 15.602 votos a nivel nacional. En 1991, Mickells se postuló como candidata del SWP a la alcaldía de Filadelfia, proclamando que aportaría el punto de vista de la clase trabajadora a la política de la ciudad. Terminó en sexta y última posición de los candidatos, con 1.811 votos.